# Print the Legend
Print the Legend là một bộ phim tài liệu năm 2014 và Netflix Original tập trung vào cuộc cách mạng in 3D. Nó tập trung vào sự phát triển của ngành công nghiệp in 3D, tập trung vào các công ty khởi nghiệp MakerBot và Formlabs, các công ty thành lập Stratasys, PrintForm và 3D Systems, và những nhân vật gây tranh cãi trong ngành như Cody Wilson.
Tiêu đề của bộ phim xuất phát từ bộ phim The Man Who Shot Liberty Valance.
Đoạn giới thiệu phim có sẵn trên trang web chính thức của bộ phim tài liệu.
Nó được quay trên Canon EOS C300 và Canon EOS C100.

## Kịch bản
Print the Legend miêu tả một số lịch sử và thành tựu của một số công ty in 3D, bao gồm MakerBot, Formlabs, Stratasys và 3D Systems.
Phim tài liệu cũng khám phá mối quan hệ giữa ngành công nghiệp in 3D và phong trào vận động quyền sử dụng súng. Cody Wilson, người nổi tiếng về quyền vận động quyền sử dụng súng và đặc biệt để quảng bá in 3D súng, được phỏng vấn rộng rãi trong phim tài liệu.

## Diễn viên
- Chris Anderson
- Bruce Bradshaw
- Craig Broady
- Bill Buel
- Michael Calore
- Nadia Cheng
- Alan Cramer
- David Cranor
- Michael Curry
- Malo Delarue
- Brad Feld
- Ian Ferguson
- Lorenzo Franceschi-Bicchierai
- Martin Galese
- Matt Griffin
- James Gunipero
- Zach Hoeken
- Luke Iseman
- Annelise Jeske
- Brad Kenney
- Eric Klein
- Cliff Kuang
- Jenny Lawton
- Natan Linder
- Ira Liss
- Alex Lobovsky
- Larisa Lobovsky
- Maxim Lobovsky
- Marty Markowitz
- Adam Mayer
- Nathan Meyers
- Jennifer Milne
- Anthony Moschella
- Will O'Brien
- Jeff Osborn
- Andrew Pelkey
- Bre Pettis
- Chuck Pettis
- Yoav Reches
- Avi Reichental
- David Reis
- Barry Schuler
- Virginia White
- Cody Wilson
- Luke Winston

## Liên hoan phim
Giải thưởng
- Giải thưởng công nhận đặc biệt của ban giám khảo - Liên hoan phim SXSW (2014)
- Giải thưởng Ban giám khảo đặc biệt - IFF Boston (2014)